# Uragano (film 1937)
Uragano (The Hurricane) è un film del 1937, diretto da John Ford e (non accreditato) da Stuart Heisler. Il film, ambientato nel Sud Pacifico, venne prodotto da Samuel Goldwyn e interpretato da Jon Hall, Dorothy Lamour, Mary Astor, John Carradine.
Thomas Mitchell venne candidato per l'Oscar al miglior attore non protagonista. Il film vinse l'Oscar al miglior sonoro assegnato a Jack Noyes.

## Trama

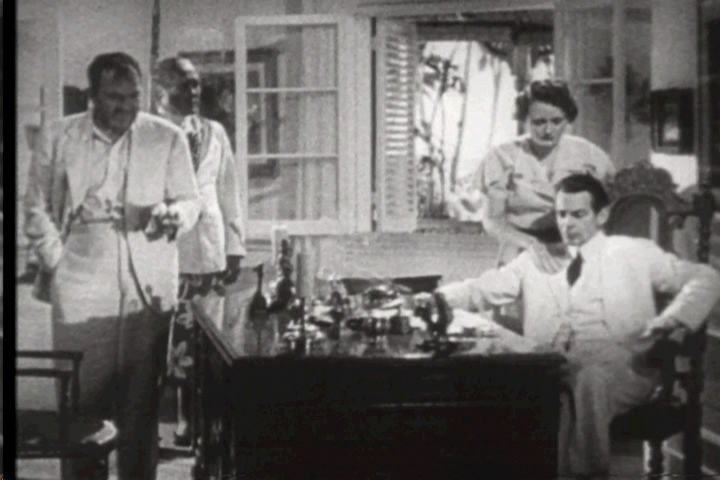
Thomas Mitchell, Mary Astor e Raymond Massey

Il dottor Kersaint sta compiendo un viaggio a bordo di una nave che solca l’Oceano Pacifico del Sud quando, alla vista delle rovine desolate che sorgono su un’isola deserta, rivolge ad esse un bacio. Una giovane donna che viaggia sulla stessa nave, incuriosita dal gesto del dottore, gli chiede notizie dell’isola, ed egli le narra la storia tragica di quel piccolo lembo di terra il cui nome è Manakoora, un tempo luogo meraviglioso, ricoperto di lussureggiante vegetazione, ritornando indietro con la mente all’epoca in cui accaddero i fatti oggetto del suo racconto.
Durante il periodo coloniale francese nel Sud del Pacifico, gli indigeni dell'isola di Manakoora conducevano una vita serena sotto la guida del saggio capo Mehevi. Uno degli abitanti del villaggio di nome Terangi, giovane energico e intraprendente, era riuscito grazie alla sua abilità a divenire marinaio di vedetta a bordo di una piccola nave a vela, e qualche tempo dopo arrivò a coronare il sogno di sposare Marama, figlia di Mehevi. Dopo le nozze, tutto sembra procedere nel migliore dei modi per i due novelli sposi fin quando Terangi, conclusa la luna di miele, deve riprendere il lavoro in mare accanto al resto dell’equipaggio. Marama vorrebbe non separarsi dal marito ma alla fine, sia pure molto a malincuore, la giovane accetta la situazione per quella che è e si rassegna ad attendere il ritorno dello sposo.
Dopo aver raggiunto Tahiti, Terangi assieme ad alcuni suoi compagni si reca in un bar per festeggiare, portando con sé un piccolo dono per Marama. Ma all’improvviso, un ricco possidente razzista ubriaco insulta senza alcun motivo Terangi, arrivando a colpirlo al viso con uno schiaffo. Il marinaio polinesiano, mosso da un impeto di orgoglio contro l’ingiustizia subita, reagisce alla provocazione sferrando a sua volta un pugno che rompe la mascella del suo avversario. Purtroppo l'uomo, in quanto ricco proprietario, gode di grandi appoggi politici in città e riesce in tal modo a far condannare Terangi a sei mesi di carcere, nonostante le obiezioni del capitano Nagle, comandante della nave su cui il marinaio polinesiano lavora. Quando la notizia dell’ingiusta condanna di Terangi arriva a Manakoora, il dottor Kersaint implora il governatore dell’isola Eugene De Laage di far ritornare a casa Terangi per fargli scontare la pena in libertà vigilata, tenuto conto dell’integrità morale del giovane marinaio, ma inutilmente; De Laage respinge con fermezza la proposta rimanendo ottusamente fedele alla sua interpretazione severa e restrittiva della legge, nonostante alle suppliche di Kersaint si aggiungano quelle del capitano Nagle, del parroco di Manakoora padre Paul e anche di Madame Germaine, moglie del governatore.
Incapace di sopportare a lungo la spietata e disumana disciplina a cui è sottoposto nel carcere, Terangi cerca più volte di fuggire, ma con l’unico risultato di prolungare ulteriormente la sua già fin troppo severa condanna, suscitando in tal modo la gioia maligna di Warden, un carceriere particolarmente sadico e malvagio. Finalmente, dopo diversi sfortunati e inutili tentativi, una sera Terangi riesce a tornare in libertà, ma ad un prezzo terribile: durante la fuga, accidentalmente egli causa la morte di una guardia. Braccato dai suoi aguzzini che sparano all’impazzata con l’evidente obiettivo di ucciderlo pur d’impedirgli l’evasione dal carcere duro, per sottrarsi a una morte certa prende possesso di una canoa con la quale ritorna a Manakoora, dopo un arduo e periglioso viaggio che vede Terangi lottare con la forza della disperazione contro il mare agitato e gli squali. Alla fine, prostrato dalla fatica e ormai in balia delle onde, viene salvato sulla sua canoa dal provvidenziale intervento di padre Paul, il quale rivolge parole di conforto allo sfortunato marinaio riconoscendo la sua genuina e spontanea bontà d’animo che mai lo avrebbe condotto in circostanze normali a commettere un omicidio.
All’insaputa del governatore De Laage, Terangi riesce a riabbracciare la moglie Marama e a conoscere sua figlia Tita, nata dopo la condanna alla prigione. Il capo Mehevi provvede a procurare un rifugio a Terangi e alla sua famiglia in una località segreta dell'isola, dove nessuno potrà cercarli. Purtroppo, casualmente De Laage scopre i preparativi della fuga e dopo aver rivolto un minaccioso rimprovero a padre Paul (che risponde con imperturbabile calma all’accusa di aver salvato e protetto un detenuto evaso) requisisce la goletta del capitano Nagle per uscire a dar la caccia ai fuggiaschi.
Nonostante il pericolo di essere nuovamente arrestato, Terangi ritorna tuttavia a Manakoora per mettere in guardia il suo popolo da una ben più grave minaccia incombente di cui ha avuto percezione dopo aver visto un volo di uccelli in fuga dall'isola. È il segno che un terribile uragano sta per abbattersi sull'isola, seminando morte e distruzione. 
Allorché il ciclone infuria su Manakoora con crescente violenza, sradicando come fuscelli alberi e capanne e sollevando altissime ondate, il dottor Kersaint finisce a bordo di una barca ormeggiata per prestare assistenza ad una donna in procinto di partorire, mentre Terangi assicura moglie, figlia e Madame De Laage legandole a un albero robusto. Padre Paul a sua volta, dopo aver rifiutato con dignità l’offerta d’aiuto di Terangi, sceglie consapevolmente di morire assieme ai suoi parrocchiani nella chiesa travolta dalle onde mentre suona l’organo per l’ultima volta.
Al termine dell’uragano, l'isola di Manakoora è solo una desolata distesa di sabbia e rovine.
Quando il governatore ritorna dall’inutile caccia a Terangi, trova i pochi superstiti rimasti nell’isola e chiede ansiosamente al dottore notizie della moglie Germaine, ma Kersaint non sa se Madame De Laage sia riuscita a salvarsi. Intanto Terangi, rimasto fortunosamente vivo assieme ai suoi compagni di sventura legati all’albero, riesce a raggiungere la riva e ha la buona sorte di trovare una canoa da guerra che pensa di utilizzare per mettersi al riparo con la sua famiglia in una piccola isola nei pressi di Manakoora. Quando i sopravvissuti all’uragano vedono arrivare la goletta su cui il governatore era partito per dare la caccia al marinaio fuggiasco, Terangi fa segnali di fumo per attirare l’attenzione dell’equipaggio della nave, poi, dopo aver salutato Madame De Laage, fugge con Marama e Tita.
Una volta sbarcato, il governatore De Laage, rimasto fortemente impressionato dalla terrificante devastazione, abbraccia commosso e felice la moglie che temeva di non rivedere più, ma poi scorge qualcosa di molto lontano con il binocolo. Madame De Laage insiste che deve trattarsi di un tronco galleggiante che va alla deriva, ma il governatore riconosce Terangi. Egli tuttavia comprende finalmente che l’uomo da lui ingiustamente perseguitato e braccato ha salvato la vita di sua moglie e, dopo una pausa, rivolgendosi alla propria consorte dice: «Hai ragione, Germaine; è un tronco che va alla deriva».

## Produzione
Il film fu prodotto da Samuel Goldwyn e da Merritt Hulburd, come produttore associato, per la Samuel Goldwyn Company con un budget stimato di 2 milioni di dollari. Le riprese furono effettuate da 3 maggio 1937 all'ottobre 1937. Il film fu girato in California, all'Isola di Catalina, nei Samuel Goldwyn Studios al 7200 del Santa Monica Boulevard, a West Hollywood e a Samoa, a Pago Pago e alla Tutuila Island.

## Distribuzione
Distribuito dalla United Artists, il film - presentato da Samuel Goldwyn - uscì nelle sale cinematografiche USA nel 1937. L'anteprima si tenne a Los Angeles il 5 novembre, mentre il 9 novembre 1937 il film uscì a New York con il titolo originale The Hurricane.

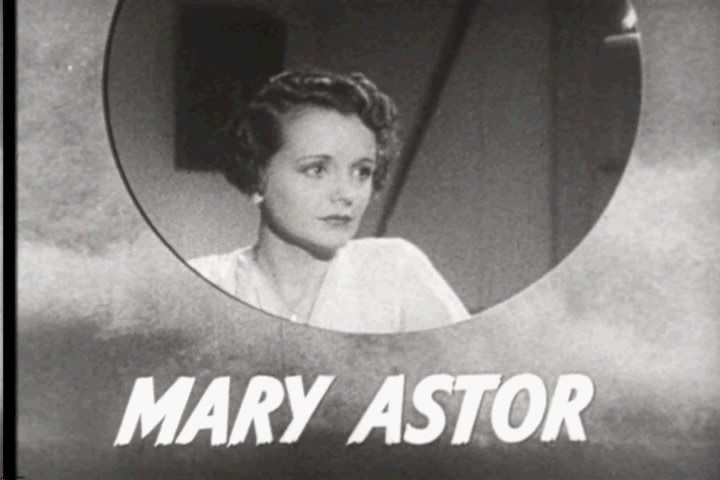
Mary Astor (Germaine De Laage)

## Curiosità
Il film viene citato nel libro La tregua di Primo Levi: mentre gli ex deportati si trovavano in Bielorussia in attesa di essere rimpatriati, fu organizzata dai russi la proiezione di alcuni film, tra i quali, appunto, Uragano.

## Riconoscimenti
- Premi Oscar 1938: Oscar al miglior sonoro